# Jaume III Appiani d'Aragona
Jaume III Appiani d'Aragona (Piombino 1422-1474) fou fill natural legitimat de Manel Appiani. Va canviar el seu cognom a Appiani d'Aragona per concessió del rei de Nàpols el 1465. Fou senyor de Piombino, Scarlino, Populonia, Suvereto, Buriano, Abbadia al Fango, Vignale i de les illes d'Elba, Montecristo, Pianosa, Cerboli i Palmaiola, i comte palatí del sacre imperi el 1465.
Va morir al Piombino el 22 de març de 1474. Es va casar a Gènova el 1454 amb Battistina Campofregoso, filla de Giano I Campofregoso, ex dux de Gènova, senyor de Sarzana, morta el 1481. Va tenir sis fills: Manel (mort jove), Jaume IV Appiani d'Aragona, Belisari major (mort jove), Gerard Appiani d'Aragona de Còrsega, Semiramide (morta el 1523), i Belisari Appiani d'Aragona. Va deixar també dues filles naturals: Margarita (casada amb el comte Cèsar de Montecuccoli) i Leonor.